# استیو تامسون (بازیکن فوتبال، زاده ۱۹۶۴)
استیو تامسون (انگلیسی: Steve Thompson؛ زادهٔ ۲ نوامبر ۱۹۶۴) بازیکن فوتبال اهل بریتانیا است.
از باشگاه‌هایی که در آن بازی کرده‌است می‌توان به باشگاه فوتبال برنلی، باشگاه فوتبال بولتون واندررز، باشگاه فوتبال لستر سیتی، باشگاه فوتبال لوتون تاون، و باشگاه فوتبال روترهام یونایتد اشاره کرد.